# Insani Yardim Vakfi
Insani Yardim Vakfi, (på engelska: The Foundation for Human Rights and Freedoms and Humanitarian Relief, ofta används förkortningen IHH) är en turkisk islamistisk organisation som identifierar sig som en välgörenhetsorganisation, aktiv i över 100 länder världen över, känd i Sverige främst genom Bordningen av Gazakonvojen 2010. Organisationen grundades officiellt 1995 i Istanbul. Syftet sägs vara att hjälpa människor i områden drabbade av krig, svält eller jordbävning. IHH har konsultativ status inom FN:s ekonomiska och sociala råd, men har varit frånvarande sedan 2006. Flera länder, bland dem EU-länder som Tyskland, Nederländerna och Italien och USA anser att IHH:s verksamhet inte huvudsakligen är välgörenhet.
År 1997 greps flera ledare för organisationen av turkisk polis efter misstanke om att de hotade den sekulära turkiska staten och att de förberedde sig för att kriga i Afghanistan, Bosnien och Tjetjenien.

## Terroristkopplingar
Enligt Carnegie Endowment for International Peace är IHH "en islamistorganisation som har varit djupt involverad med Hamas under en påtaglig tid."  
En av gruppens medlemmar, Izzet Sahin, har tidigare arresterats av israeliska säkerhetsstyrkor efter att han åtalats för att ha understött terrorlistade organisationer i Israel.
År 2006 publicerade det Dansk Institut for Internationale Studier ett arbetsdokument med titeln "The Role of Islamic Charities in International Terrorist Recruitment and Financing". I denna fann man att stora islamistiska välgörenhetsorganisationer som IHH, utöver att skicka hjälp, ”är galjonsgrupper som stöder Al-Quaida." 
En rapport från 1996 författad av CIA om hur terrorister utnyttjar välgörenhetsorganisationer som täckmantel, utpekar IHH som en av dessa med starka förbindelser till ”Iran och algeriska grupper”. Enligt rapporten hade chefen för Sarajevokontoret varit i ”nära kontakt med iranska agenter”. Rapporten beskriver att femton islamistiska välgörenhetsorganisationer haft ledande medlemmar som försökt kidnappa eller döda amerikanska utsända tjänstemän.
Enligt den franska terroristundersökningen undersöktes IHH av den turkiska polisen 1997, där det avslöjades att gruppens ledare köpt automatvapen från andra militanta islamistiska organisationer i regionen. På grundval av de dokument som de turkiska myndigheterna kommit över kunde det fastslås att de ”anhållna medlemmarna av IHH förberedde sig för att kriga i Afghanistan, Bosnien och Tjetjenien"
IHH är en medlem av the "Union of Good" (Itelaf al-Khair, också känd som ”Välgörenhetskoalitionen”). Enligt den palestinska myndigheten är organisationen en av Hamas närmaste stående organisationer, som dessutom förser den med materiellt stöd. Israel förbjöd the Union of Good i februari 2002, och USA stämplade den som terrorgrupp i november 2008. Enligt amerikanska finansdepartementet var the Union of Good grundat av Hamas styrelse "för att förenkla ekonomiska transaktioner till Hamas." Underrättelseinformationen som låg till grund för terrorstämpligen noterade att gruppen "underlättar transaktioner på tiotals miljoner dollar till Hamasstyrda organisationer." Den agerar också som "mellanhand för Hamas genom att underlätta transaktioner mellan Hamas och ett nätverk av välgörenhetsorganisationer."
Enligt den amerikanska regeringen var huvudskälet till the Union of Good:s grundande att "stärka Hamas’ politiska och militära positioner på Västbanken och i Gazaremsan genom att (i): omdiriger gåvor skänkta till välgörenhet till Hamasmedlemmar, och (ii) skicka välgörenhet i Hamas namn till dessa områden.”
Tyskland har kommit till samma slutsats och förbjudit IHH då man funnit att den har samröre med Hamas. Även Nederländerna har terroristlistat IHH, och förbjudit organisationen. Ett liknande förslag förbereds av Italien att framläggas till EU. Går förslaget genom gäller det även för Sverige. Svenska experter på området är eniga med dessa slutsater.

## Delaktighet i Gazakonvojen
Insani Yardim Vakfi är den viktigaste gruppen bakom Free Gaza Movement och dess medverkan har gjort inköp av större fartyg möjliga. Finansiering av IHH kommer huvudsakligen från religiösa affärsmän i Turkiet och troligtvis även från rika stiftelser i Saudiarabien. Inför nästa flotta man avser skicka har IHH:s president Bulent Yildrim våren 2011 uttalat att "Vi är inte rädda att dö som martyrer."